# Cornelis Hop

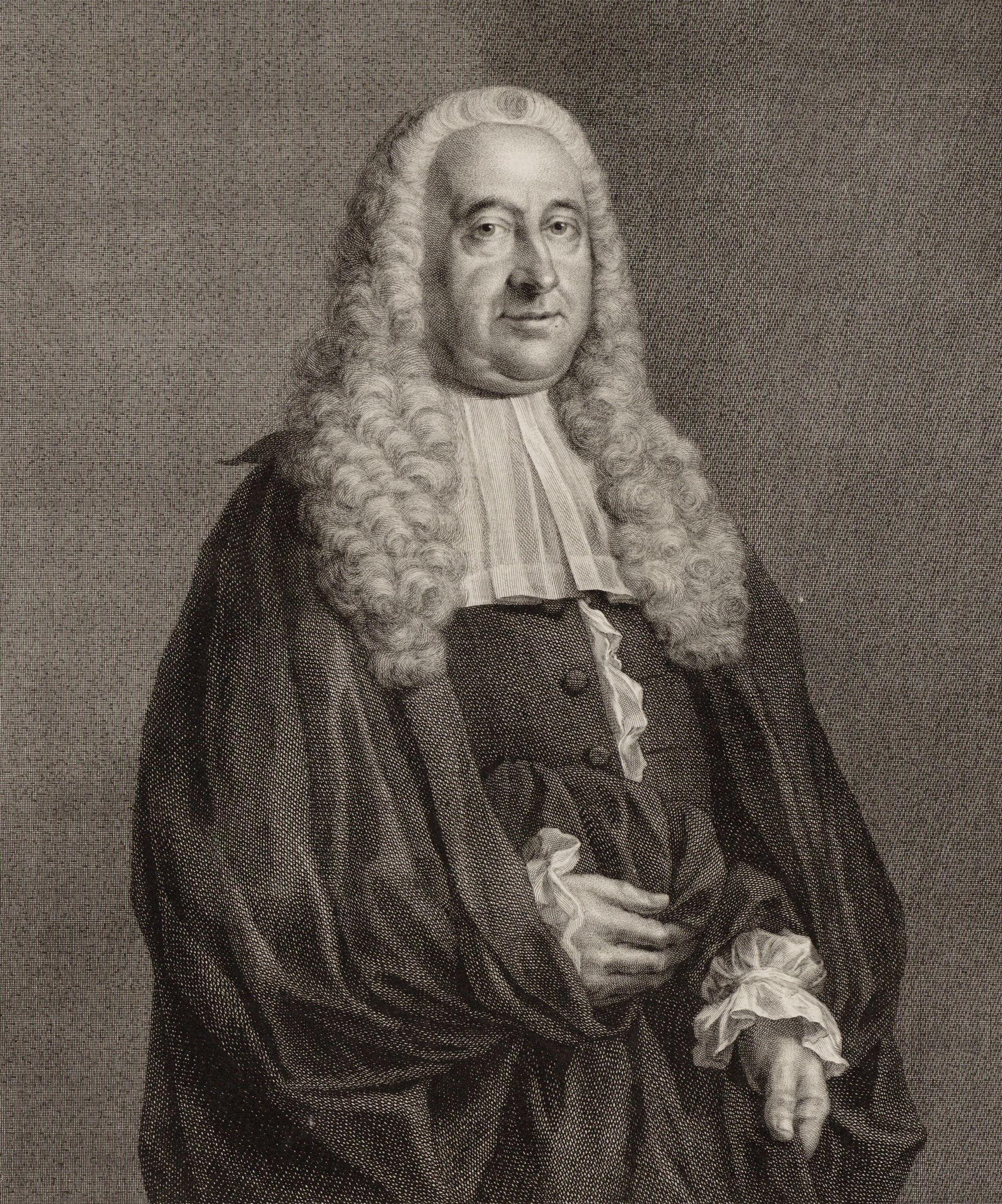
Cornelis Hop (1759)

Cornelis Hop (1685–1762) – holenderski dyplomata.
Jego ojcem był Jacob Hop (1654–1725), którego Hendrick był pierworodnym synem. Cornelis należał do warstwy regentów (rodziny kontrolujące urzędy miejskie) miasta Amsterdamu.
W latach 1718–1726 był holenderskim ambasadorem (ordinaris ambassadeur) w Paryżu.
Jego młodszym bratem był Hendrick Hop (1686–1761).